# Nemesysco
Nemesysco es una compañía israelita que fabrica detectores de mentiras y otros productos, basándose en el análisis de voz. Son mayormente utilizadas en aeropuertos de Israel y Rusia por compañías de seguros y líneas de ayuda a la seguridad social en Reino Unido. Hubo mucha discusión acerca del derecho a la privacidad, y si su funcionamiento es científico o no. El director general es Amir Liberman y el presidente ejecutivo es David Ofek. Su método (Registrado) es llamado "Análisis de voz por capas" (LVA por sus siglas en inglés (Layered Voice Analysis)), un tipo de análisis de estrés de la voz.
Las autoridades locales de Reino Unido han usado los detectores de mentiras de Nemesysco para las líneas de ayuda a la seguridad social. Esto generó críticas por no publicar los resultados de las pruebas y por acusar a usuarios inocentes pero nerviosos.